# Baiguohe Shuiku
Baiguohe Shuiku är en reservoar i Kina. Den ligger i provinsen Hubei, i den centrala delen av landet, omkring 150 kilometer nordväst om provinshuvudstaden Wuhan. Baiguohe Shuiku ligger 98 meter över havet. Arean är 1,2 kvadratkilometer. Trakten runt Baiguohe Shuiku består till största delen av jordbruksmark. Den sträcker sig 2,7 kilometer i nord-sydlig riktning, och 2,8 kilometer i öst-västlig riktning.
Genomsnittlig årsnederbörd är 1 128 millimeter. Den regnigaste månaden är september, med i genomsnitt 179 mm nederbörd, och den torraste är december, med 10 mm nederbörd.